# 8 juni
8 juni is de 159ste dag van het jaar (160ste dag in een schrikkeljaar) in de gregoriaanse kalender. Hierna volgen nog 206 dagen tot het einde van het jaar.

## Gebeurtenissen
- Algemeen
  - 1783 - In de vulkaan Laki, op IJsland, begint een uitbarsting die acht maanden zal duren, en die meer dan negenduizend mensen het leven kost. Ook is dit het begin van een achtjarige hongersnood.
- Media
  - 1995 - De rechter bepaalt dat het weekblad Weekend een artikel moet rectificeren over zanger René Froger na beweringen dat hij bij zijn echtgenote is gebleven dankzij een wurgcontract dat zijn schoonvader hem had laten ondertekenen.
  - 2017 - Marc Peeperkorn, correspondent van de Volkskrant in Brussel, wint de Anne Vondelingprijs 2016 "voor heldere politieke journalistiek".
- Muziek
  - 1937 - Wereldpremière van de Carmina Burana van Carl Orff in de Alte Oper in Frankfurt am Main.
- Oorlog
  - 218 - Slag bij Antiochië: De 14-jarige Elagabalus verslaat met steun van de Syrische legioenen het leger van keizer Macrinus. Hij wordt later in Cappadocië geëxecuteerd.
  - 1529 - De strijdende legers van de Eerste Kappeleroorlog drinken vredevol de melksoep van Kappel.
  - 1943 - Bijna 1300 Joodse kinderen worden in één trein van Kamp Westerbork naar Sobibór getransporteerd, waar ze drie dagen later worden vergast.
  - 1972 - In Vietnam maakt fotograaf Nick Ut de beroemde foto van het meisje Kim Phuc dat na een napalmbombardement gillend wegrent.
- Politiek
  - 1042 - Eduard de Belijder volgt zijn overleden halfbroer Hardeknoet op als koning van Engeland.
  - 1922 - Huwelijk van koning Alexander I van Joegoslavië en prinses Marie van Hohenzollern-Sigmaringen in Belgrado.
  - 1961 - Huwelijk van hertog Edward van Kent en Katharine Worsley in York.
  - 1986 - Kurt Waldheim wint de tweede ronde van de Oostenrijkse presidentsverkiezingen, ondanks onthullingen over zijn oorlogsverleden.
  - 2013 - De Zuid-Afrikaanse oud-president Nelson Mandela (94) wordt weer opgenomen in het ziekenhuis in Pretoria. Hij heeft een longinfectie.
- Religie
  - 328 - Athanasius van Alexandrië wordt ingewijd als bisschop van Alexandrië en voert vervolgingen tegen het arianisme.
  - 632 - Mohammed, islamitische profeet, overlijdt in Medina na een kort ziekbed en wordt opgevolgd door Aboe Bakr.
  - 1772 - Zaligverklaring van Paolo Burali d'Arezzo, Italiaans kardinaal-aartsbisschop van Napels.
  - 1920 - Oprichting van het Rooms-katholieke Apostolisch vicariaat Finland.
- Sport
  - 1914 - In Brazilië wordt de Braziliaanse voetbalbond ("Confederação Brasileira de Futebol") opgericht.
  - 1978 - De Nieuw-Zeelandse Naomi James voltooit een solozeiltocht rond de wereld in een recordtijd van 272 dagen.
  - 1984 - Zwemmer Michael Groß uit West-Duitsland scherpt in München zijn eigen wereldrecord op de 200 meter vrije slag aan tot 1.47,55.
  - 1990 - In de openingswedstrijd van het WK voetbal verliest titelverdediger Argentinië met 1-0 van Kameroen door een treffer van François Omam-Biyik.
  - 1997 - In Berlijn eindigt de Nederlandse vrouwenhockeyploeg als derde bij de strijd om de Champions Trophy.
  - 1998 - De Zwitser Sepp Blatter wordt gekozen tot voorzitter van de wereldvoetbalbond FIFA als opvolger van de Braziliaan João Havelange.
  - 2004 - Rens Blom brengt in Zaragoza het Nederlands record polsstokhoogspringen op 5,81 meter.
  - 2013 - Serena Williams wint het damesenkelspel op Roland Garros 2013 (vrouwen). Zij verslaat in de finale titelverdedigster Maria Sjarapova.
  - 2014 - Rafael Nadal wint voor de negende maal het toernooi van Roland Garros. In de finale verslaat hij Novak Đoković met 3-6, 7-5, 6-2, 6-4. Het is de veertiende zege van de Spanjaard bij een grandslamtoernooi, waarmee hij de prestatie van Pete Sampras evenaart.
- Wetenschap en technologie
  - 1637 - Discours de la Méthode van René Descartes wordt gepubliceerd.
  - 1959 - Een experimenteel X-15 vliegtuig van NASA, voorzien van een raketmotor, maakt de eerste glijvlucht.[1]
  - 2004 - Eerste zonnetransit van de planeet Venus sinds 1882, de volgende is op 6 juni 2012.
  - 2008 - Onderweg naar de planeet Pluto passeert ruimtesonde New Horizons van NASA de baan van planeet Saturnus.[2]
  - 2022 - Lancering van de Egyptische communicatiesatelliet Nilesat 301 met een Falcon 9 raket van SpaceX.[3]
  - 2023 - In een artikel in het tijdschrift Scientific Reports beschrijven wetenschappers dat ze hebben ontdekt dat door ruimtereizen de morfologie van het menselijk brein anders wordt. Met name de hersenventrikels zetten uit en dit effect blijft voor langere tijd aantoonbaar. Wat op lange termijn de gevolgen hiervan zijn is niet bekend.[4][5]

## Geboren

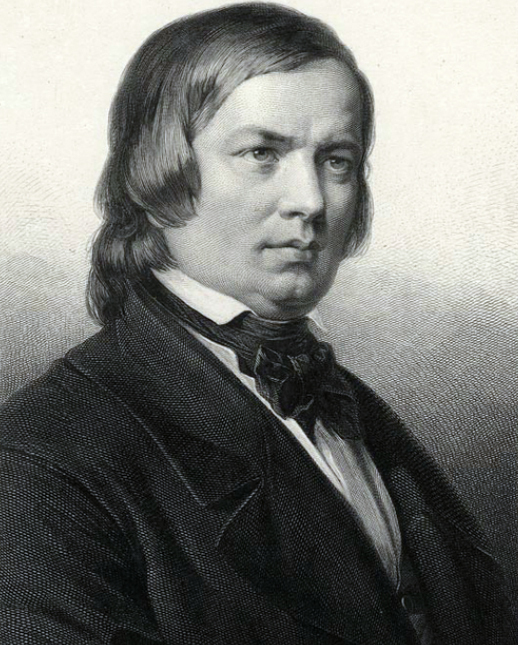
Robert Schumann
geboren in 1810

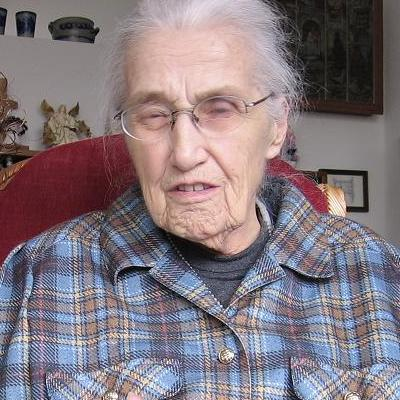
Majoor Alida Bosshardt
geboren in 1913

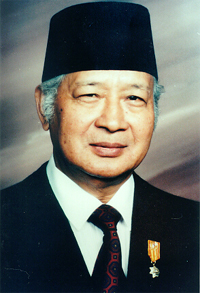
Soeharto
geboren in 1921

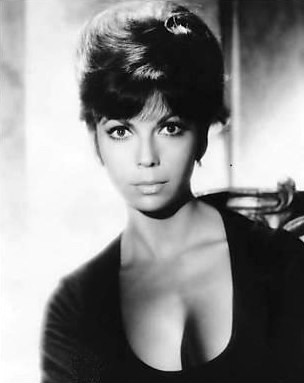
Nancy Sinatra,
geboren in 1940

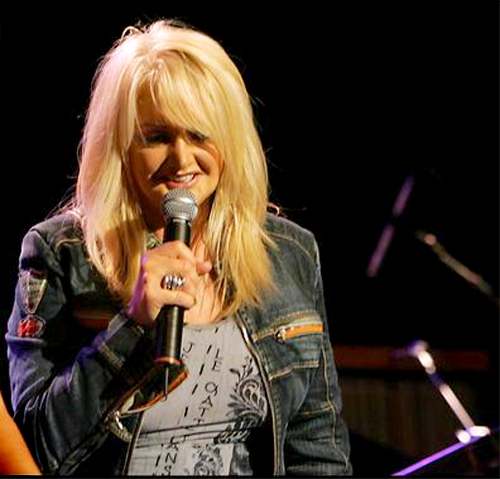
Bonnie Tyler,
geboren in 1951

Lindsay Davenport
geboren in 1976

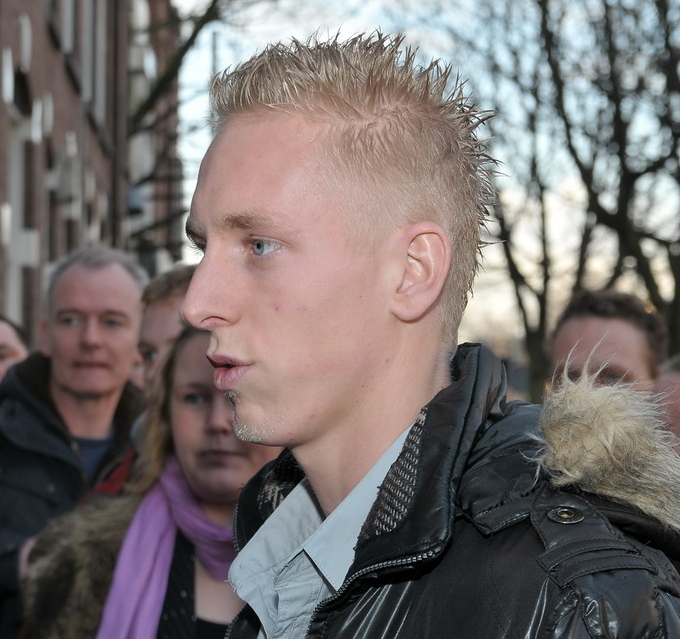
Lex Immers,
geboren in 1986

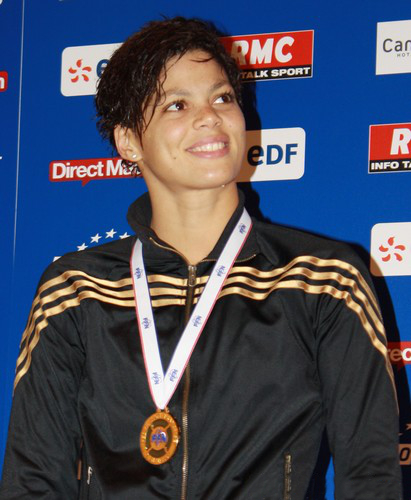
Coralie Balmy,
geboren in 1987

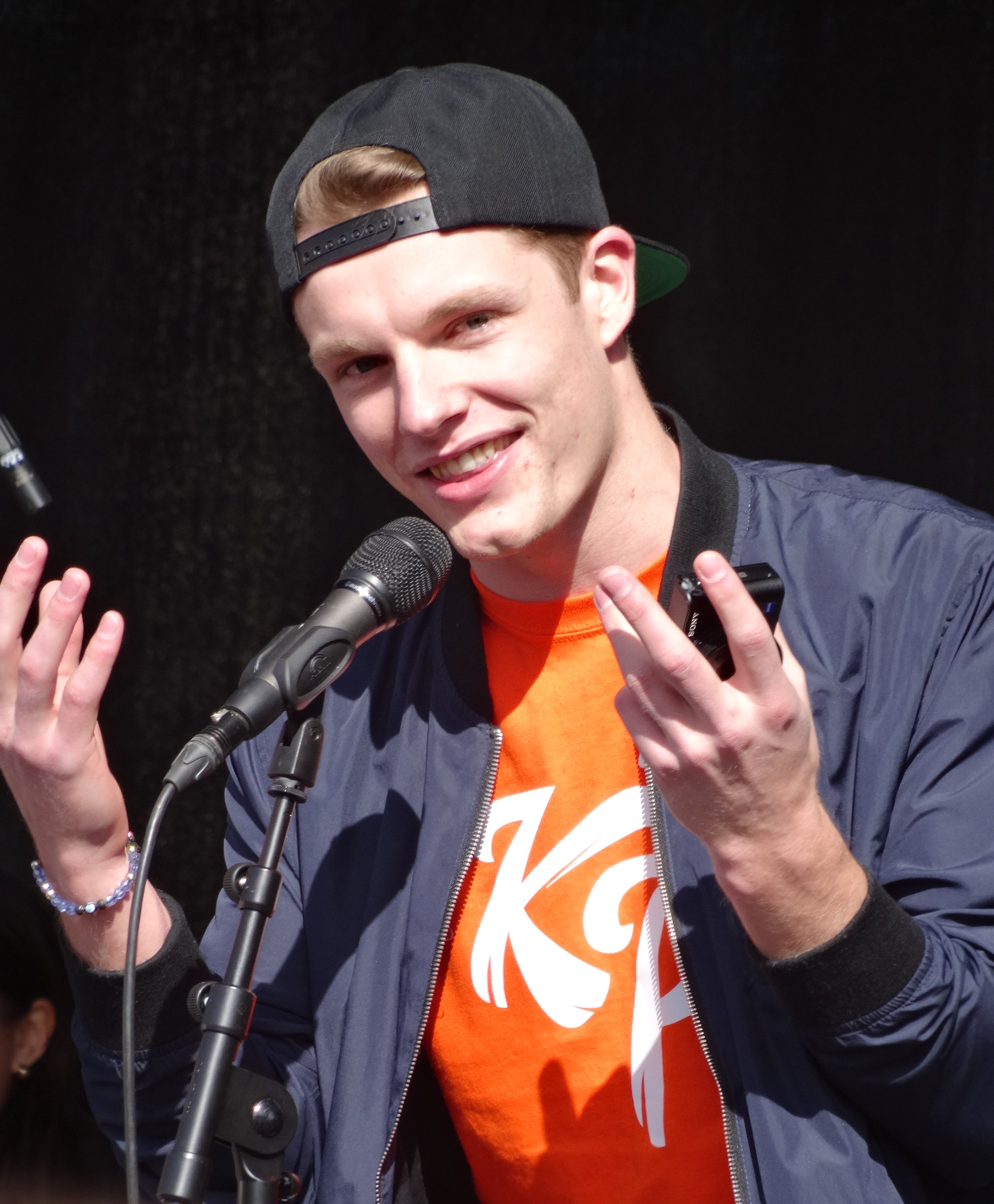
Enzo Knol
geboren in 1993

- 1625 - Giovanni Domenico Cassini, Italiaans astronoom en ingenieur (overleden 1712)
- 1671 - Tomaso Albinoni, Italiaans componist (overleden 1751)
- 1724 - John Smeaton, Brits civiel ingenieur (overleden 1792)
- 1742 - August Wilhelm Knoch, Duits bioloog en natuurkundige (overleden 1818)
- 1746 - Jean Henri van Swinden, Nederlands wis- en natuurkundige (overleden 1823)
- 1757 - Ercole Consalvi, Italiaans kardinaal-staatssecretaris (overleden 1824)
- 1786 - Karel van Baden, groothertog van Baden (overleden 1818)
- 1810 - Robert Schumann, Duits componist (overleden 1856)
- 1824 - James Loudon, Nederlands koloniaal bestuurder en minister (overleden 1900)
- 1829 - Jacobus Anthonie Fruin, Nederlands rechtsgeleerde (overleden 1884)
- 1829 - John Everett Millais, Brits schilder en tekenaar (overleden 1896)
- 1832 - Charles Tilston Bright, Brits elektrotechnicus (overleden 1888)
- 1844 - Jacobus van Lokhorst, Nederlands architect en rijksbouwmeester (overleden 1906)
- 1860 - Alicia Boole Stott, Brits wiskundige (overleden 1940)
- 1867 - Frank Lloyd Wright, Amerikaans architect (overleden 1959)
- 1870 - James McNaught, Schots voetballer (overleden 1919)
- 1872 - Jan Frans De Boever, Vlaams kunstschilder (overleden 1949)
- 1878 - Evan Roberts, Welsh prediker (overleden 1951)
- 1884 - Nanno Boiten, Nederlands architect (overleden 1943)
- 1888 - Jan Terpstra, Nederlands politicus (overleden 1952)
- 1889 - Josef Hromádka, Tsjechisch theoloog (overleden 1969)
- 1893 - Oscar Torp, Noors politicus (overleden 1958)
- 1894 - Henk Stuurop, Nederlands pianist en zanger (overleden 1956)
- 1895 - Santiago Bernabéu, Spaans voetballer en voorzitter Real Madrid CF (overleden 1978)
- 1900 - Han Friedericy, Nederlands schrijver en ambtenaar (overleden 1962)
- 1903 - Gerrit Cornelis Berkouwer, Nederlands gereformeerd theoloog (overleden 1996)
- 1903 - Marguerite Yourcenar, Belgisch-Frans schrijfster (overleden 1987)
- 1904 - Jacobus Marie Prange, Nederlands graficus en kunstcriticus (overleden 1972
- 1906 - Charles Janssens, Belgisch acteur (overleden 1986)
- 1907 - Georges Speicher, Frans wielrenner (overleden 1978)
- 1907 - Mien Visser, Nederlands hoogleraar landbouwhuishoudkunde (overleden 1977)
- 1909 - Konrad Morgen, SS-rechter (overleden 1982)
- 1910 - John W. Campbell, Amerikaans schrijver en redacteur (overleden 1971)
- 1910 - Erich Mückenberger, Oost-Duits politicus (overleden 1998)
- 1913 - Majoor Bosshardt, Nederlands lid van het Leger des Heils (overleden 2007)
- 1913 - Roberto Gomes Pedrosa, Braziliaans voetbaldoelman (overleden 1954)
- 1915 - Red Adair, Amerikaans oliebrand-bestrijder (overleden 2004)
- 1916 - Luigi Comencini, Italiaans regisseur (overleden 2007)
- 1916 - Francis Crick, Brits wetenschapper en Nobelprijswinnaar (overleden 2004)
- 1916 - Fredrik Horn, Noors voetballer (overleden 1997)
- 1918 - Jacques Reuland, Nederlands componist, dirigent en pedagoog (overleden 2008)
- 1918 - Ivo van Yvezele, Belgisch dichter en schilder (overleden 1999)
- 1921 - Jan Meijer, Nederlands atleet (overleden 1993)
- 1921 - Soeharto, Indonesisch generaal en politicus (overleden 2008)
- 1921 - Ivan Southall, Australisch jeugdschrijver (overleden 2008)
- 1922 - Wim Meuldijk, Nederlands geestelijk vader van Pipo de clown (overleden 2007)
- 1925 - Barbara Bush, echtgenote van Amerikaans president George Bush, moeder van president George Bush jr. (overleden 2018)
- 1925 - Jack Chandu, Nederlands astroloog, grafoloog, handlijnkundige en publicist (overleden 1994)
- 1926 - Fred Kaps, Nederlands goochelaar (overleden 1980)
- 1927 - Pavel Charin, Sovjet-Russisch kanovaarder (overleden 2023)
- 1927 - Jerry Stiller, Amerikaans acteur (overleden 2020)
- 1928 - Gustavo Gutiérrez, Peruaans katholiek bevrijdingstheoloog (overleden 2024)
- 1929 - Gastone Moschin, Italiaans acteur (overleden 2017)
- 1930 - Robert Aumann, Israëlisch wiskundige en Nobelprijswinnaar
- 1933 - Jan Kruis, Nederlands striptekenaar (overleden 2017)
- 1933 - Margareta Leemans, Belgisch zakenvrouw (overleden 2021)
- 1933 - Joan Rivers, Amerikaans comédienne, tv-persoonlijkheid en actrice (overleden 2014)
- 1934 - Millicent Martin, Brits actrice en zangeres
- 1935 - Trins Snijders, Nederlands actrice (overleden 2025)
- 1935 - Gert Timmerman, Nederlands zanger en componist (overleden 2017)
- 1937 - Bruce McCandless, Amerikaans ruimtevaarder (overleden 2017)
- 1940 - Nancy Sinatra, Amerikaans zangeres
- 1941 - Joop van den Berg, Nederlands politicus (overleden 2023)
- 1941 - George Pell, Australisch kardinaal-aartsbisschop van Sydney (overleden 2023)
- 1943 - William Calley, Amerikaans oorlogsmisdadiger (overleden 2024)
- 1943 - Willie Davenport, Amerikaans atleet (overleden 2002)
- 1943 - Tomas Lieske, Nederlands schrijver en dichter
- 1944 - Marc Ouellet, Canadees kardinaal-aartsbisschop van Quebec
- 1944 - Boz Scaggs, Amerikaans zanger en liedjesschrijver
- 1944 - Chris Veraart, Nederlands advocaat, dichter en schrijver (overleden 2014)
- 1945 - Klenie Bimolt, Nederlands zwemster
- 1946 - Roy Beltman, Nederlands gitarist en muziekproducent (overleden 2005)
- 1946 - Henk de Jonge, Nederlands voetbaltrainer (overleden 2021)
- 1946 - Alan Scarfe, Brits-Canadees acteur (overleden 2024)
- 1946 - Johan Slager, Nederlands gitarist (overleden 2025)
- 1948 - Arie Eikelboom, Nederlands organist
- 1948 - Jürgen von der Lippe, Duits entertainer, muzikant en komiek
- 1949 - Jozef Abelshausen, Belgisch wielrenner (overleden 2017)
- 1949 - Hildegard Falck, Duits atlete
- 1949 - Jeanine van Pinxteren, Nederlands politica en kunstenares (overleden 2025)
- 1950 - Paul De Preter, Belgisch atleet en handballer
- 1951 - Cor Pot, Nederlands voetballer en voetbaltrainer
- 1951 - Bonnie Tyler, Welsh zangeres en gitariste
- 1952 - Peter Fischli, Zwitsers kunstenaar
- 1953 - Ivo Sanader, premier van Kroatië
- 1954 - Monika Hamann, Oost-Duits atlete
- 1954 - Muda Lawal, Nigeriaans voetballer (overleden 1991)
- 1955 - Tim Berners-Lee, Engels informaticus
- 1955 - José Antonio Camacho, Spaans voetballer en voetbaltrainer
- 1956 - Péter Besenyei, Hongaars piloot
- 1956 –  Udo Bullmann, Duits (euro)politicus
- 1956 – Jonathan Potter, Brits psycholoog
- 1957 - Scott Adams, Amerikaans striptekenaar
- 1957 - Joost Lagendijk, Nederlands politicus
- 1958 - Jakko Jakszyk, Brits gitarist
- 1959 - Ruud Kuijer, Nederlands beeldhouwer
- 1960 - Mick Hucknall, Brits singer-songwriter (Simply Red)
- 1960 - Eddy De Pauw, Belgisch atleet
- 1961 - Gerrit Solleveld, Nederlands wielrenner
- 1962 - Nick Rhodes, Brits toetsenist
- 1963 - Frank Grillo, Amerikaans acteur
- 1963 - Toru Kamikawa, Japans voetbalscheidsrechter
- 1963 - Lutz Seiler, Duits schrijver
- 1964 - Erik Parlevliet, Nederlands hockeyer (overleden 2007)
- 1965 - Christopher Chavis, Amerikaans professioneel worstelaar
- 1965 - Ronald van der Geer, Nederlands sportverslaggever
- 1965 - Rob Pilatus, Duits zanger (overleden 1998)
- 1966 - Julianna Margulies, Amerikaans actrice
- 1966 - Marcelo Trivisonno, Argentijns voetballer
- 1970 - Jan Van Hecke, Belgisch acteur
- 1972 - Roosevelt Skerrit, premier van Dominica
- 1973 - Radu Rebeja, Moldavisch voetballer
- 1974 - Tamás Pető, Hongaars voetballer
- 1975 - Sarah Abitbol, Frans kunstschaatsster
- 1975 - Shilpa Shetty, Indiaas actrice
- 1976 - Cheryl Ashruf, Nederlands actrice
- 1976 - Lindsay Davenport, Amerikaans tennisster
- 1976 - Tomas De Soete, Vlaams radiopresentator
- 1976 - Jennifer Rodriguez, Amerikaans schaatsster
- 1976 - Simone Kome-van Breugel, Nederlands scenarioschrijfster
- 1977 - Barbara Jaracz, Pools schaakster
- 1977 - Hrvoje Vejić, Kroatisch voetballer
- 1977 - Kanye West, Amerikaans rapper en producer
- 1979 - Norbert Hauata, Tahitiaans voetbalscheidsrechter
- 1979 - Ruben Houkes, Nederlands judoka
- 1979 - Hrvoje Miholjević, Kroatisch wielrenner
- 1979 - İpek Şenoğlu, Turks tennisster
- 1980 - Sita Vermeulen, Nederlands popzangeres
- 1981 - Rachel Held Evans, Amerikaans schrijfster (overleden 2019)
- 1981 - Matteo Meneghello, Italiaans autocoureur
- 1982 - Mark Gangloff, Amerikaans zwemmer
- 1982 - Ruben Hein, Nederlands musicus
- 1982 - Nadja Petrova, Russisch tennisster
- 1983 - Sergej Tsjoedinov, Russisch skeletonracer
- 1983 - Kim Clijsters, Belgisch tennisster
- 1983 - Everton, Braziliaans voetballer
- 1983 - Joeliana Fedak, Oekraïens tennisster
- 1983 - Lucas Molo, Braziliaans autocoureur
- 1983 - Morten Nordstrand, Deens voetballer
- 1984 - Andrea Casiraghi, zoon van prinses Caroline van Monaco
- 1984 - Alexander Khateeb, Brits-Libanees autocoureur
- 1984 - Javier Mascherano, Argentijns voetballer
- 1984 - Maximiliano Pereira, Uruguayaans voetballer
- 1984 - Torrey DeVitto, Amerikaans actrice
- 1985 - Ljoedmila Litvinova, Russisch atlete
- 1986 - Lex Immers, Nederlands voetballer
- 1987 - Coralie Balmy, Frans zwemster
- 1987 - Matea Ferk, Kroatisch alpineskiester
- 1987 - Vera Sokolova, Russisch atlete
- 1987 - Issiar Dia, Frans-Senegalees voetballer
- 1988 - Kamil Grosicki, Pools voetballer
- 1989 - Timea Bacsinszky, Zwitsers tennisster
- 1989 - Simon Trummer, Zwitsers autocoureur
- 1990 - Marcus Pedersen, Noors voetballer
- 1991 - Stefan Ebner, Oostenrijks voetbalscheidsrechter
- 1991 - Olivier Mukendi, Congolees voetballer
- 1992 - Sebastião de Freitas Couto Júnior, Braziliaans voetballer
- 1993 - Enzo Knol, Nederlands vlogger
- 1993 - DeAnna Price, Amerikaans atlete
- 1993 - Ashley Spencer, Amerikaans atlete
- 1994 - Jessey Kuiper, Nederlands voetballer
- 1996 - Renée Eykens, Belgisch atlete
- 1996 - Jessie Maya, Nederlands youtuber
- 1997 - Jelena Ostapenko, Lets tennisster
- 1998 - Mark Hendrickson, Canadees freestyleskiër
- 1998 - Mees Kaandorp, Nederlands voetballer
- 1998 - Naaz, Nederlands singer-songwriter
- 1999 - Dan Ticktum, Brits autocoureur
- 2002 - Eloise van Oranje-Nassau van Amsberg, dochter van prins Constantijn en prinses Laurentien van Nederland
- 2002 - Julia Boschman, Nederlandse zangeres
- 2002 - Athing Mu, Amerikaans atlete
- 2004 - Kamar Laamouz, Tunesisch-Nederlands voetbalster
- 2006 - Alexa Nisenson, Amerikaans actrice

## Overleden

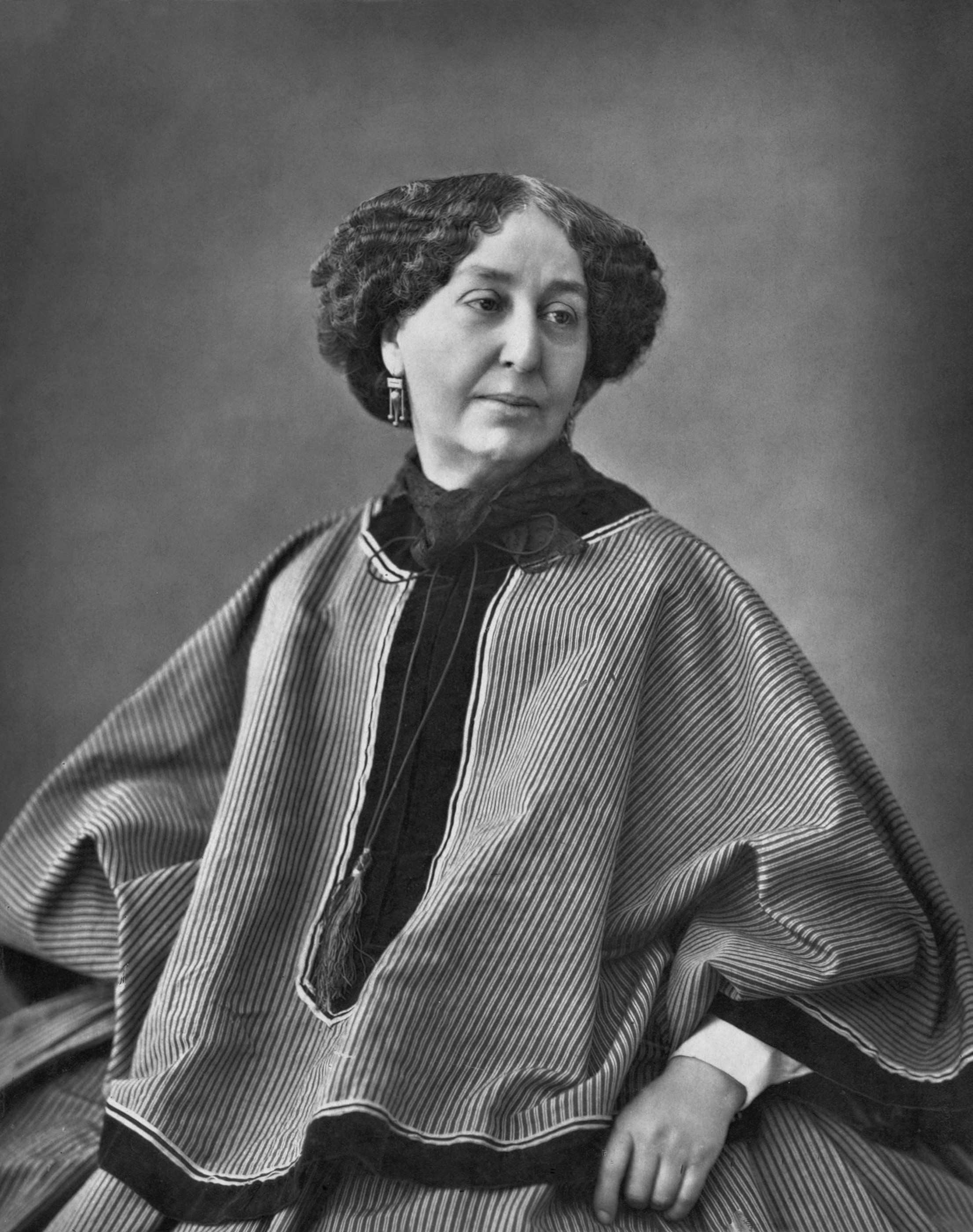
George Sand
overleden in 1876

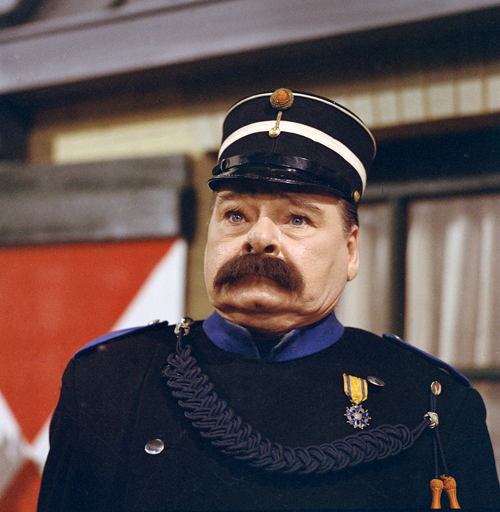
Lou Geels
overleden in 1979

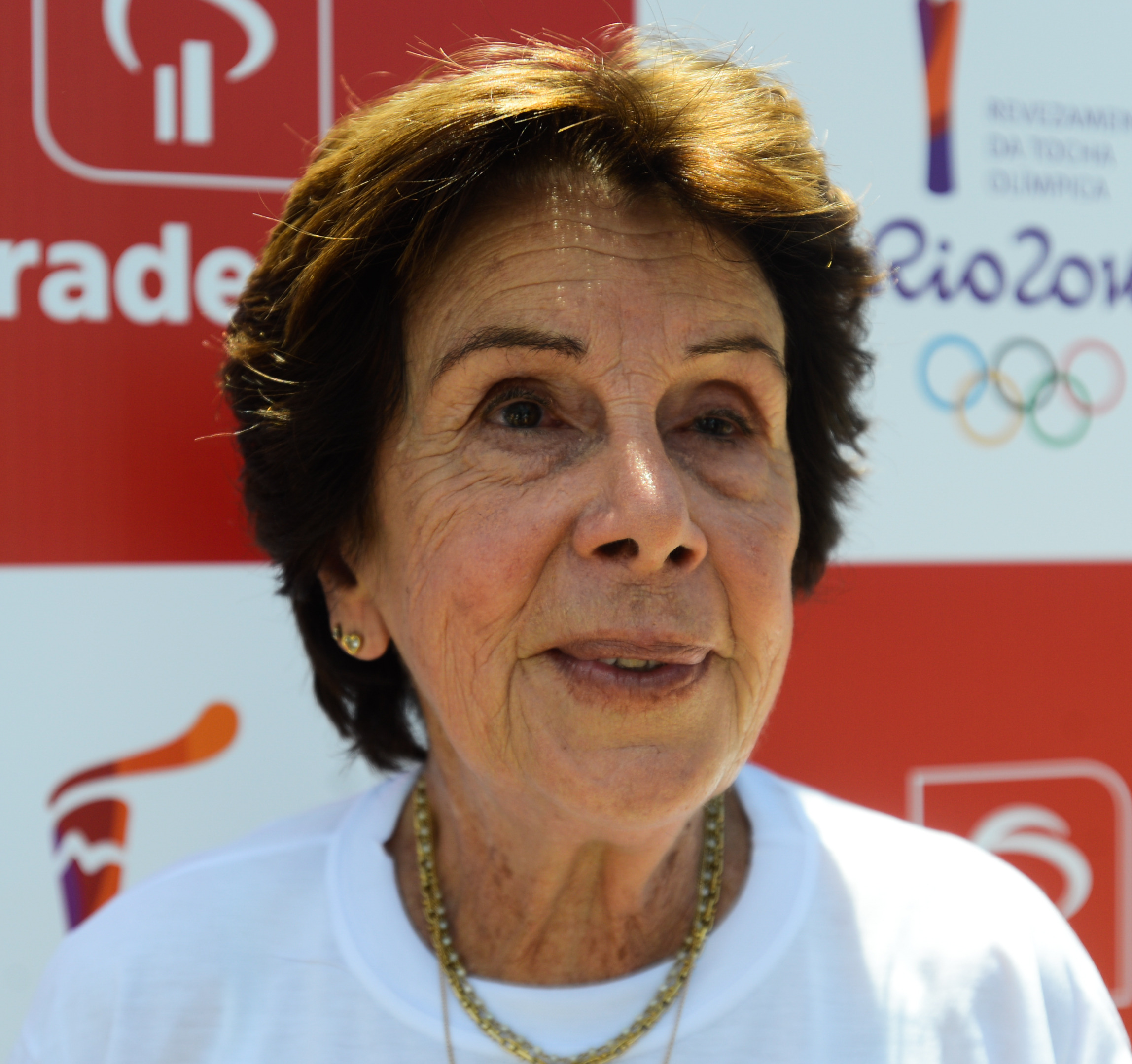
Maria Bueno
overleden in 2018

- 632 - Mohammed (61/62), Arabier, grondlegger van de islam
- 1042 - Hardeknoet (23/24), Viking koning van Denemarken en Engeland
- 1376 - Eduard de Zwarte Prins (45), zoon van Eduard III van Engeland
- 1505 - Keizer Hongzhi (34), 9e keizer van de Chinese Mingdynastie
- 1612 - Hans Leo Hassler (49), Duits componist
- 1701 - Filips van Orléans (60), hertog van Orléans
- 1714 - Sophia van de Palts (83), keurvorstin van Hannover
- 1768 - Johann Winckelmann (50), Duits archeoloog en kunsthistoricus
- 1780 - James How, Engelse pubhouder en mogelijk transgender persoon
- 1794 - Gottfried August Bürger (46), Duits dichter
- 1795 - Lodewijk XVII van Frankrijk (10), Frans troonopvolger
- 1809 - Thomas Paine (72), Engels filosoof en revolutionair
- 1831 - Sarah Siddons (75), Welsh actrice
- 1845 - Andrew Jackson (78), zevende president van de Verenigde Staten
- 1874 - Cochise (c. 69), leider van de Chihuicahui Apache
- 1876 - George Sand (71), Frans schrijfster
- 1886 - Lodewijk van Bourbon-Sicilië (47), prins der Beide Siciliën en graaf van Trani
- 1905 - Leopold van Hohenzollern-Sigmaringen (69), zoon van de laatste vorst van Hohenzollern-Sigmaringen en kandidaat voor de Spaanse troon
- 1920 - Augusto Righi (69), Italiaans natuurkundige
- 1929 - Mally Lammers (78), Noors sopraan
- 1941 - Jan de Boer (82), Nederlands gymnast
- 1945 - Karl Hanke (41), Duits politicus
- 1951 - Paul Blobel (56), Duits architect en SS'er
- 1952 - Johnny McDowell (37), Amerikaans Formule 1-coureur
- 1955 - Marius Richters (77), Nederlands kunstenaar
- 1956 - Marie Laurencin (72), Franse kunstenares
- 1959 - Leslie Johnson (47), Brits autocoureur
- 1961 - Gerrit van Burink (69), Nederlands communist en nationaalsocialist
- 1966 - Joseph Albert Walker (45), Amerikaans testpiloot
- 1968 - Ludovico Scarfiotti (34), Italiaans autocoureur
- 1968 - Everhard Spelberg (70), Nederlands predikant en omroepbestuurder
- 1969 - Aleida Schot (68), Nederlands slaviste en literair vertaalster
- 1969 - Robert Taylor (57), Amerikaans acteur
- 1970 - Abraham Maslow (62), Amerikaans psycholoog
- 1979 - Lou Geels (71), Nederlands acteur
- 1979 - Magnar Isaksen (68), Noors voetballer
- 1982 - Manus Vrauwdeunt (67), Nederlands voetballer
- 1990 - José Figueres Ferrer (83), Costa Ricaans staatsman
- 1992 - Farag Foda (46), Egyptisch islamitisch denker en columnist
- 1995 - Juan Carlos Onganía (81), Argentijns president
- 1998 - Sani Abacha (54), Nigeriaans militair en politicus
- 1998 - Steven Mathijs Snouck Hurgronje (85), Nederlands burgemeester
- 1999 - Piet Blom (65), Nederlands architect
- 1999 - Aden Abdullah Osman Daar (99), Somalisch politicus
- 2003 - Chuck Leighton (79), Amerikaans autocoureur
- 2003 - Leighton Rees (63), Brits darter
- 2005 - Servílio de Jesus Filho (65), Braziliaans voetballer
- 2006 - Feyo Onno Joost Sickinghe (80), Nederlands industrieel en bestuurder
- 2006 - Robert Donner (75), Amerikaans acteur
- 2007 - Fenny Heemskerk (88), Nederlandse schaakspeelster
- 2007 - Richard Rorty (75), Amerikaans filosoof
- 2007 - Dirk Vellenga (60), Nederlandse journalist, publicist en schrijver
- 2008 - Peter Rühmkorf (78), Duits schrijver, dichter en essayist
- 2009 - Raul de Barros (93), Braziliaans componist, dirigent, instrumentalist en trombonist
- 2009 - Omar Bongo (73), president van Gabon
- 2010 - Ad Boogaerts (84), Nederlands voetbalscheidsrechter
- 2010 - Albert Tepper (89), Amerikaans componist en muziekpedagoog
- 2013 - Doeke Bekius (90), Nederlands politicus
- 2013 - Willi Sitte (92), Duits kunstenaar
- 2014 - Alexander Imich (111), Pools-Amerikaans wetenschapper en oudste man ter wereld
- 2015 - Peter van Wijmen (76), Nederlands politicus, advocaat en hoogleraar
- 2016 - Pierre Aubert (89), Zwitsers politicus
- 2016 - Stephen Keshi (54), Nigeriaans voetballer en voetbalcoach
- 2016 - Sascha Lewandowski (44), Duits voetbaltrainer
- 2016 - Horst Stechbarth (91), Duits politicus
- 2017 - Glenne Headly (62), Amerikaans actrice
- 2017 - Jan Notermans (84), Nederlands voetballer
- 2017 - Sam Panopoulos (82), Grieks-Canadees restauranthouder (bedenker pizza Hawaii)
- 2018 - Anthony Bourdain (61), Amerikaans kok, televisiepresentator en auteur
- 2018 - Maria Bueno (78), Braziliaans tennisspeelster
- 2018 - Eunice Gayson (90), Brits actrice
- 2018 - Danny Kirwan (68), Brits gitarist, zanger en songwriter
- 2018 - Jo Matti (92), Nederlands burgemeester
- 2019 - Justin Edinburgh (49), Engels voetballer
- 2019 - Wim Mateman (74), Nederlands politicus
- 2020 - Klaus Berger (79), Duits theoloog, exegeet en publicist
- 2020 - Tony Dunne (78), Iers voetballer
- 2020 - Marion Hänsel (71), Belgisch actrice en filmregisseuse
- 2020 - Pierre Nkurunziza (55), president van Burundi
- 2020 - Bonnie Pointer (69), Amerikaans zangeres
- 2021 - Joseph Margolis (97), Amerikaans filosoof
- 2022 - Julio Jiménez (87), Spaans wielrenner
- 2022 - Paula Rego (87), Portugees-Brits kunstschilderes
- 2022 - Aarno Turpeinen (51), Fins voetballer
- 2023 - Renato Longo (85), Italiaans wielrenner
- 2023 - Domingo Perurena (79), Spaans wielrenner
- 2023 - Pat Robertson (93), Amerikaans christelijk televisie-evangelist, ondernemer en politiek activist
- 2025 - Henk van Gelder (79), Nederlands journalist
- 2025 - Matija Dedić (52), Kroatisch jazzpianist

## Viering/herdenking
- Norfolk: Begin van permanente bewoning van het eiland door migranten van de Pitcairneilanden in 1856
- Wereldoceanendag
- Rooms-Katholieke kalender:
  - Heilige C(h)lodulf van Metz († c. 696)
  - Heilige Medardus van Noyon († c. 545) - Gedachtenis (in bisdom Brugge)

## Weerextremen

### Nederland
| | Officiële records | Officiële records | Officiële records |      | Landelijke records | Landelijke records | Landelijke records          |
| Gebeurtenis | Jaar              | Extreem           | Locatie           | Jaar | Extreem            | Locatie            |                             |
| --- | ----------------- | ----------------- | ----------------- | ---- | ------------------ | ------------------ | --------------------------- |
| Laagste etmaalgemiddelde temperatuur (°C) | 1914              | 9,2               | De Bilt           |      | 1985               | 7,9                | Maastricht                  |
| Hoogste etmaalgemiddelde temperatuur (°C) | 1970, 2007        | 23,1              | De Bilt           |      | 2007               | 24,4               | Twenthe                     |
| Laagste minimumtemperatuur (°C) | 1914              | 0,7               | De Bilt           |      | 1914 1920          | 0,7 0,7            | De Bilt Maastricht          |
| Hoogste minimumtemperatuur (°C) | 1996              | 17,6              | De Bilt           |      | 2007               | 19,3               | Lauwersoog                  |
| Laagste maximumtemperatuur (°C) | 1974              | 12,4              | De Bilt           |      | 1920               | 11,1               | De Kooy                     |
| Hoogste maximumtemperatuur (°C) | 1915              | 32,1              | De Bilt           |      | 1915               | 34,6               | Vlissingen                  |
| Hoogste uurgemiddelde windsnelheid (m/s) | 1935, 1959        | 10,3              | De Bilt           |      | 2012 2019          | 20,0 20,0          | IJmuiden, Vlieland IJmuiden |
| Hoogste windstoot (m/s) | 2012, 2019        | 20,0              | De Bilt           |      | 2003               | 30,0               | Heino                       |
| Langste zonneschijnduur (uur) | 1962              | 15,6              | De Bilt           |      | 1962 1976          | 15,8 15,8          | Valkenburg ZH Eelde         |
| Langste neerslagduur (uur) | 1974              | 11,8              | De Bilt           |      | 1987               | 14,2               | Eindhoven                   |
| Hoogste etmaalsom van de neerslag (mm) | 1974              | 27,8              | De Bilt           |      | 1996               | 58,0               | Volkel                      |
| Laagste etmaalgemiddelde relatieve vochtigheid (%) | 1925              | 40                | De Bilt           |      | 1925               | 40                 | De Bilt                     |
| Laagste uurwaarde luchtdruk op zeeniveau (hPa) | 1987              | 994,6             | De Bilt           |      | 1987               | 993,7              | Eelde                       |
| Hoogste uurwaarde luchtdruk op zeeniveau (hPa) | 2005              | 1037,6            | De Bilt           |      | 2005               | 1038,2             | Vlissingen                  |
| Officiële records worden altijd gemeten op het KNMI-weerstation in De Bilt. Landelijke records kunnen worden gemeten op elk officieel KNMI-weerstation in Nederland. |                   |                   |                   |      |                    |                    |                             |

Uitzonderlijke gebeurtenissen
- 1915 - Officieel hoogste maximumtemperatuur in °C van het jaar gemeten in De Bilt: 32,1
- 1915 - Eerste en enige officiële tropische dag van het jaar (maximumtemperatuur ≥ 30 °C in De Bilt)
- 1963 - Officieel hoogste minimumtemperatuur in °C van het jaar gemeten in De Bilt: 16,2. Samen met 3 augustus
- 1996 - Officieel hoogste minimumtemperatuur in °C van het jaar gemeten in De Bilt: 17,6
- 2005 - Officieel maandrecord hoogste uurwaarde luchtdruk op zeeniveau in hPa van mei gemeten in De Bilt: 1037,6
- 2007 - Eerste en enige officiële tropische dag van het jaar (maximumtemperatuur ≥ 30 °C in De Bilt)

### België
Dagrecords
- 1838 - Laagste etmaalgemiddelde temperatuur 7,2 °C
- 1915 - Hoogste etmaalgemiddelde temperatuur 26,2 °C
- 1837 - Laagste minimumtemperatuur 3,4 °C
- 1915 - Hoogste maximumtemperatuur 32,9 °C
- 1917 - Hoogste etmaalsom van de neerslag 26,2 mm

Uitzonderlijke gebeurtenissen
- 1915 - Maximumtemperatuur tot 30,9 °C in Oostende en 36,9 °C in Hoogstraten. Bliksem treft een school in Durnal (Yvoir) waarbij een kind wordt gedood.
- 1985 - In Saint-Hubert gaan regenbuien gepaard met sneeuw.
- 1992 - 80 mm neerslag in 24 uur in Dessel.
- 1996 - 89 mm neerslag in Borgworm.
- 2004 - Maximumtemperatuur tot 32,0 °C in Middelkerke en Oostende.

<< · 1 · 2 · 3 · 4 · 5 · 6 · 7 · 8 · 9 · 10 · 11 · 12 · 13 · 14 · 15 · 16 · 17 · 18 · 19 · 20 · 21 · 22 · 23 · 24 · 25 · 26 · 27 · 28 · 29 · 30 · >>